# Kartografische Unterrichtsmittel
Kartografische Medien für den Schulunterricht sind didaktisch-methodisch aufbereitete, verkleinerte, konstruktiv-zeichnerische oder fotografische, zwei- oder dreidimensionale Draufsichts- oder Schrägsichtsabbildungen der Oberfläche der Erde, welche aufgrund einer bestimmten Auswahl oder begrifflichen Kennzeichnung der Darstellungsobjekte unter Berücksichtigung geometrischer Gesetze konstruiert sind und räumliche Lagebeziehungen verdeutlichen.
Gemäß diesem übergeordneten Begriff sind zu unterscheiden:
1. Karten (im engeren Sinne = maßstäblich verkleinerte zweidimensionale – verebnete –, verallgemeinerte, vorwiegend symbolhafte und inhaltlich erläuterte Grundrissabbildungen bzw. Draufsichtsabbildungen der Erdoberfläche)
2. Kartenverwandte Darstellungen (z. B. Globen, kartografische Reliefmodelle, 3D-Karten, Luftbilder, Bildkarten, Kartodiagramme), also „Karten im weiteren Sinne“
3. Luftbild-/Satellitenbildkarten als „kartografisch bedruckte erläuterte Senkrechtaufnahmen von Georäumen“.

Die analogen Unterrichtsmittel können auch gemäß ihrer Veröffentlichungsform gegliedert werden:
1. Handkarten
2. Atlanten
3. Lehrbuchkarten
4. Wand- und Posterkarten
5. Projektionsfolienkarten
6. Demonstrations- und Handgloben

(Digitale kartografische Unterrichtsmittel – z. B. CD ROM- und DVD-Versionen – werden nicht gegliedert ausgewiesen.)